# Mercalliskalaen
Mercalliskalaen er en seismisk skala brugt til måling af intensiteten af et jordskælv.

## Modificeret Mercalliskala
| I. Instrumental       | Ikke følt af mange mennesker, med mindre de er heldigt placeret. |
| II. Svag              | Føles i bedste fald kun af få, især i de øverste etager af huse. Følsomt ophængte objekter kan komme i svingninger. |
| III. Let              | Føles ganske tydeligt af folk indendørs, især på de øverste etager af bygninger. Mange genkender det ikke som et jordskælv. Holdende biler kan bevære sig en smule, som hvis en lastbil kører forbi. Varighed kan måles.                                                                    |
| IV. Moderat           | Føles indendøre af mange folk, udendørs kun af få om dagen. Om natten vågner nogle. Tallerkener, vinduer og døre påvirkes. Mure knager. Føles som om en tung lastbil rammer bygningen. Holdende biler bevæger sig. Tallerkener og vinduer rasler alarmerende.                               |
| V. Temmelig stærk     | Føles udendørs af de fleste, men ikke nødvendigvis af nogle under uheldige omstændigheder. Tallerkener og vinduer kan knuses og store klokker ringer. Vibrationer som om et stort tog passerer tæt ved huset.                                                                               |
| VI. Stærk             | Føles af alle. Mange bliver bange og løber udenfor. Man går usikkert. Vinduer, skåle og glas går i stykker, bøger falder ned af hylder, nogle tunge møbler flytter sig eller vælter. Nogle få tilfælde af nedfaldende puds. Små skader.                                                     |
| VII. Meget stærk      | Vanskeligt at stå. Møbler går itu. Ubetydelig skade på bygninger af god konstruktion. Små til moderate skader på almindelige velbyggede konstruktioner. Betydelige skader på dårligt bygget eller konstruerede bygninger. Nogle skorstene falder ned. Bemærkes af personer som kører i bil. |
| VIII. Destruktiv      | Beskedne skader i særligt udformede bygninger. Betydelige skader i almindelige større bygninger, med delvise sammenstyrtninger. Stor skade på dårligt udformede og byggede bygninger. Skorstene, kollonader, monumenter og mure falder sammen. Tunge møbler flyttes.                        |
| IX. Ødelæggende       | Generel panik. Betydelige skader på særligt udformede bygninger. Vel konstruerede strukturer skubbes ud af lod. Store skader på større bygninger med delvise sammenstyrtninger. Bygninger flyttes fra fundamenter.                                                                          |
| X. Katastrofal        | Nogle velbyggede træbygninger ødelægges. De fleste mur- og rammebygninger ødelægges sammen med fundament. Jernbaneskinner bøjes. |
| XI. Meget katastrofal | Få om nogle bygninger forbliver stående. Broer ødelægges. Jernbaneskinner bøjes meget. |
| XII. Altødelæggende   | Total ødelæggelse - alt bliver ødelagt. Fuldstændig ødelæggelse. Synslinjer og niveauer ændres. Objekter kastes op i luften. Jorden bevæger sig i bølger eller krusninger. Store klipper flytter sig.                                                                                       |

## Ekstern henvisning
- Jordskælvs størrelse Arkiveret 14. oktober 2011 hos  Wayback Machine – De Nationale Geologiske Undersøgelser for Danmark og Grønland – GEUS

| Naturvidenskab | Spire Denne naturvidenskabsartikel er en spire som bør udbygges. Du er velkommen til at hjælpe Wikipedia ved at udvide den. |